# Glenbeigh
Glenbeigh (irl. Gleann Beithe) – wieś w hrabstwie Kerry w Irlandii, na półwyspie Iveragh. Glenbeigh jest zwane „Klejnotem Pierścienia Kerry”. W pobliżu miejscowości znajduje się piaszczysta plaża Rossbeigh Beach o długości 11 km. Znajduje się w miejscu, gdzie rzeki Caragh i Behy uchodzą do zatoki Dingle.
Nazwa pochodzi z języka irlandzkiego i stanowi składową słów gleann (glen, dolina) i beith (brzoza).
W latach 1893 – 1960 w Glenbeigh znajdowała się stacja kolejowa na linii Farranfore – Valentia Island.